# Маккой, Хорас
Хорас МакКой (англ. Horace McCoy; 14 апреля 1897 — 15 декабря 1955) — американский писатель и сценарист.
Родился в штате Теннесси, во время Первой мировой войны служил в авиации США, участвовал в боевых вылетах, был ранен. После возвращения в США в 1919—1930 гг. работал редактором отдела спорта в одной из газет Далласа. Затем отправился в Голливуд, где сперва пробовал себя в качестве актёра, затем работал сценаристом — в том числе с такими режиссёрами, как Генри Хэтэуэй, Николас Рэй и Рауль Уолш.
Критики видят в его творчестве связи с экзистенциализмом и литературой в стиле нуар. Произведения МакКоя описывают американское общество времён Великой Депрессии. Наиболее известен роман «Загнанных лошадей пристреливают, не правда ли?» (англ. They Shoot Horses, Don`t They?; 1935), послуживший основой для появившегося уже после смерти писателя одноимённого фильма.
Отец двух сыновей и дочери.
Скончался в Беверли Хиллс от инфаркта миокарда.